# Železniční trať Krupá–Kolešovice
Železniční trať Krupá–Kolešovice (zmiňovaná pod názvem Kolešovka, pro cestující označená číslem 125) je jednokolejná neelektrifikovaná trať o délce 12 km. Výstavba začala 26. května 1883 a provoz byl zahájen 15. září 1883.  Pravidelná osobní doprava byla zastavena v roce 2006. Na trati jsou provozovány pouze prázdninové a příležitostné muzejní vlaky (Kolešovka – vlaky z muzea v Lužné). Traťová tabulka 125 obsahuje i navazující úsek po trati 124 do Lužné u Rakovníka a Rakovníka, kam vlaky jedou dvojí úvratí (v Krupé a v Lužné). 

## Historie
Je jednou z tratí vystavěných společností Buštěhradské dráhy. Koncesní listina pro výstavbu této místní dráhy byla vydána 17. května 1882 Janu Muzikovi a Karlu Schnabelovi, zakladatelům společnosti Českých obchodních drah. Po úmrtí Jana Muziky ministerstvo obchodu později svým výnosem přeneslo koncesní oprávnění na společnost Buštěhradská dráha. Politická pochůzka se uskutečnila 2. až 6. dubna 1883, stavební koncese byla udělena 26. května 1883 firmě Antonín Houdek v Chocni, technicko-policejní zkouška byla provedena 10. září 1883 a téhož dne byla udělena provozní koncese. Doprava byla zahájena 15. září 1883. Zprovozněním této trati byla završena výstavba sítě tratí Buštěhradské železniční společnosti.
Tato trať byla jednou z nejstarších místních drah, budovaných na základě zákona č. 56/1880 ř. z., o poskytování výhod místním drahám, přijatého 25. května 1880. První vlna jejich výstavby začala roku 1881.
Zákonem č. 124/1923 Sb. z 8. června 1923 byl majetek společnosti se zpětnou platností k 1. ledna 1923 prohlášen za nabytý státem, zákon byl proveden vládním nařízením č. 138/1923 Sb. z 5. července 1923.
Po dobu druhé republiky a protektorátu byla přeshraniční železnicí. Kněževes byla převážně česká, v Kolešovicích převažovala německá národnost (1348 : 164). Hranice protektorátu křížila trať v kilometru 10,256. Zpočátku byly vlaky ukončeny v Přílepech, od 6. října 1941 byl obnoven provoz až do Kolešovic, kde probíhala pasová kontrola.
S účinností drážního zákona č. 266/1994 Sb. a ještě při převzetí funkce provozovatele Správou železniční dopravní cesty v roce 2008 byla úsekem celostátní dráhy – důvodem bylo napojení armádního skladu v Kněževsi (zrušen 1997). Později (do roku 2013) byla vyčleněna a překategorizována na regionální dráhu.

## Popis
Kolešovická dráha je ve stanici Krupá zaústěna do dráhy Smíchov – Cheb.  Z hlavní trati odbočuje v kilometru 0,467, ale je s ní v souběhu dalšího asi půl kilometru, společně s ní překonává po mostě Krupský potok. Obloukem klesá k ocelovému mostu přes Líšanský potok (dříve Nesuchyňský). Za mostem se nachází nejnižší bod trati (346,350 m). Odtud stoupá k jihu k okraji lesa. V místech, kde se pravoúhle stáčí k západu, byla v km 3,373 zastávka Lišany u Rakovníka, uvedená do provozu letním jízdním řádem 1938 a zrušená v roce 1995. Následně trať vede lesem Na Borech podél Chrášťanského potoka, poblíž samoty Bory se nachází zastávka Olešná u Rakovníka, zřízená 22. května 1932. Poté trať směřuje otevřenou krajinou k Chrášťanům. Na jejich východním okraji se nachází zastávka Chrášťany zastávka, původně byla stanicí se dvěma kolejemi. Chrášťany trať prochází v souběhu s místní komunikací. Na území vsi se nachází nejvyšší bod trati (382,577 m). Na západním konci vsi kolešovskou dráhu po ocelovém mostu téměř v pravém úhlu kříží trať Louny – Rakovník, uvedená do provozu 24. září 1904. Za Chrášťany se trať stáčí doleva k jihozápadu do Kněževsi. Před stanicí byla mezi světovými válkami zřízena odbočka ke kamenouhelnému dolu Karel, důl již zanikl a po vlečce zůstaly zbytky železničního spodku. Stanice Kněževes byla původně dvojkolejná. Roku 1968 byla do stanice napojena vlečka armádního skladu maziv, zřízeného v roce 1959. Sklad byl zrušen k 31. srpnu 1997, od roku 2004 v něm má svůj depozitář Klub historie kolejové dopravy (Železniční muzeum Vlečka Kněževes). Asi půl kilometru západojihozápadně se u silničního přejezdu nachází jednoduchá zastávka Přílepy, zřízená roku 1933. Dále trať klesá do údolí, kde překonává Hájevský potok a Kolešovický potok, a vystoupá do Kolešovic. Na konec trati úvraťově navazovala vlečka do cukrovaru. Koncová stanice měla dvě dopravní a tři manipulační koleje, z nichž na jedné byla výtopna. Cukrovar vyhořel roku 1909.

## Doprava
Trať sloužila zpočátku především nákladní dopravě, zejména pro přepravu chmele, cukrové řepy a uhlí. Postupně začala převažovat osobní doprava. V době ručního česání chmele bývala koncem léta využívána k dopravě česáčů chmele.
Společnost Buštěhradská dráha zajišťovala až do svého zestátnění pravidelnou dopravu dvěma páry smíšených vlaků. Následně intenzitu dopravy určoval zejména stav obchodu s chmelem.
1. března 1931 byl zaveden motorový provoz, denně bylo vedeno pět motorových vlaků, z dvou smíšených parních vlaků zůstal jeden. S novým jízdním řádem od 15. května 1931 byla osobní doprava zcela motorizována a provoz rozšířen o další dva páry vlaků. Z důvodu nedostatku motorových vozů byl od jízdního řádu 1934 provoz všech vlaků přechodně vrácen do parní trakce.
V roce 1942 byl zastaven motorový provoz, úsek mezi Kněževsí a Kolešovicemi koncem války zaplněn odstavenými vozy. Motorový provoz byl přechodně obnoven v jízdním řádu 1946/1947, poté trvale od letního jízdního řádu 1953/1954. V 50. a 60. letech zde v srpnu a v září jezdily zvláštní vlaky s brigádníky pro sklizně chmele a brambor. Nákladní dopravu vytěžovaly přepravy zemědělských výrobků a hnojiv, uhlí a stavebnin pro místní odběratele, obsluha armádního skladu v Kněževsi a na podzim též řepná kampaň. Pro tuto trať byly typické smíšené vlaky, od počátku provozu dva páry denně, od grafikonu 1982/1983 byl zrušen odpolední pár, od grafikonu 1993/1994 byla nákladní doprava převedena do čtyř párů smíšených vlaků vedených motorovými vozy řady 810, od následujícího grafikonu byla nákladní doprava z důvodu poklesu objemu od osobní zcela oddělena. Roku 1997 bylo stanici v Kolešovicích zrušeno výpravní oprávnění pro vozové zásilky, což fakticky znamenalo konec nákladní dopravy na trati.
Z důvodu změny struktury zaměstnanosti a rozvoje individuální i autobusové dopravy po roce 1989 klesala poptávka po železniční dopravě, v pátek a v neděli ji ještě využívali studenti studující v Kladně či v Praze a rekreanti chataři. Počátkem 90. let zpracovalo Dopravní rozvojové středisko studii nahrazení železniční dopravy autobusovou. V roce 2006 rozhodl Středočeský kraj o zrušení pravidelné osobní dopravy, 9. prosince 2006 odjel z Kolešovic do Krupé poslední pravidelný osobní vlak.
Od 12. června 2011 byly v jízdním řádu vedeny pravidelné nostalgické a výletní vlaky Klubu historie kolejové dopravy Praha (KHKD) a společnosti HERKULES KHKD s. r. o.[zdroj?]
V pracovní dny od 3. října do 30. listopadu 2024 byly rovněž v provozu osobní vlaky v rámci PID náhradou za autobusové linky odkloněné z důvodu opravy silnice mezi Chrášťany a Kněževsí. Dopravu zajišťovaly motorové vozy dopravce Die Länderbahn CZ. Vlaky náhradní vlakové dopravy, označované jako linka X560, nahrazovaly autobusové linky 560 a 760. Tři páry vlaků jely v úseku Chrášťany zastávka – Kolešovice, dva páry v trase Rakovník – Kolešovice.

## Stanice a zastávky

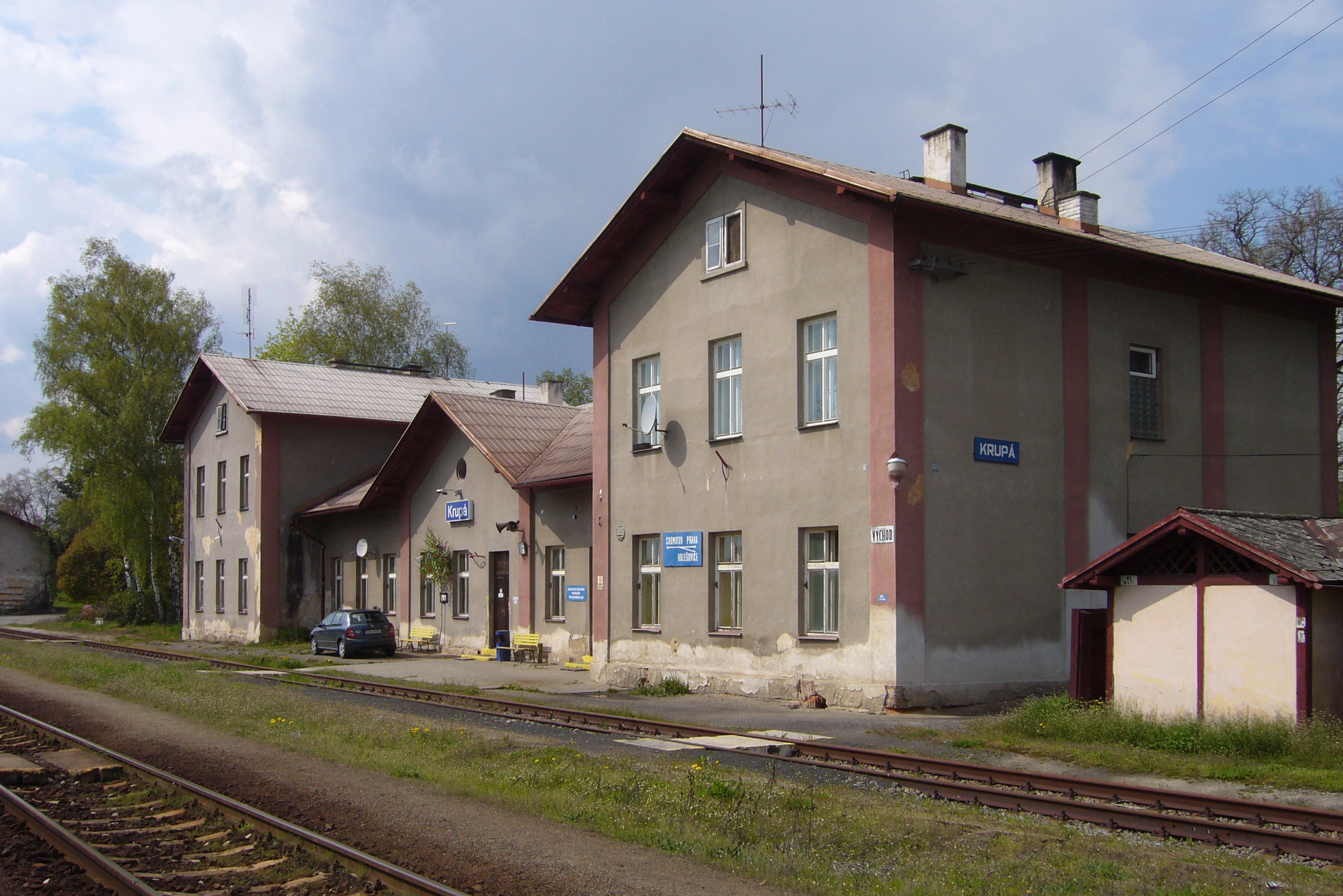
Krupá
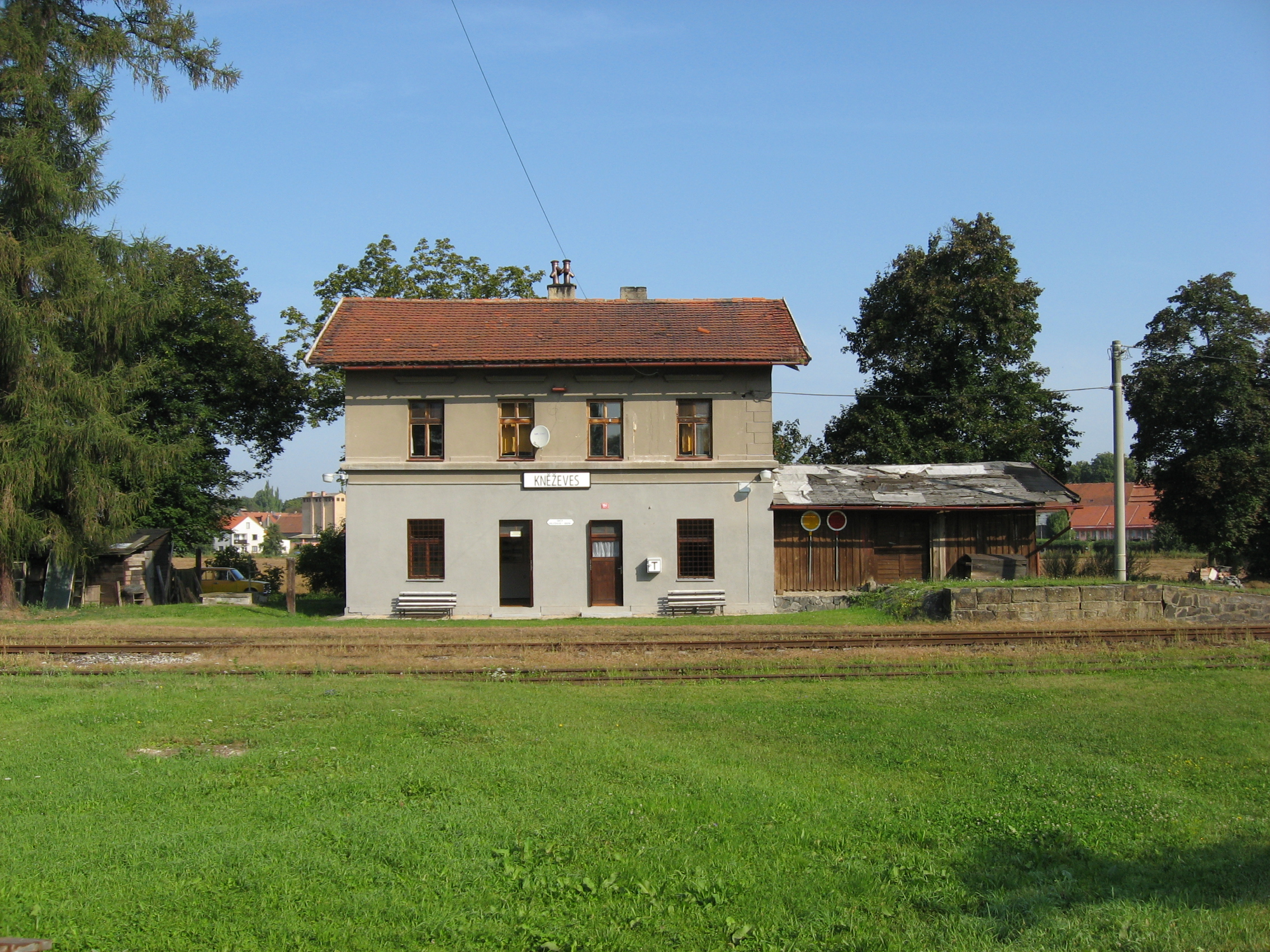
Kněževes

## Navazující tratě

### Krupá
- Železniční trať Praha – Lužná u Rakovníka – Chomutov/Rakovník